# Play (píseň, Jennifer López)
Play (Hraj) je druhá píseň z druhého řadového alba J. Lo, které vyšlo v roce 2001.
Zpěvačka Christina Milian napsala tuto píseň pro Jennifer López ještě dříve než se sama stala slavnou a většina hudebních odborníků se shoduje nad tím, že refrén této písně nenazpívala López, ale Milian. Nikdo to ale nikdy oficiálně nepotvrdil ani nevyvrátil.

## Umístění ve světě
| Hitparáda (2001)        | Umístění |
| ----------------------- | -------- |
| USA – Billboard Hot 100 | 18       |
| Austrálie               | 14       |
| Kanada                  | 5        |
| Mexiko                  | 4        |
| Německo                 | 19       |
| Švýcarsko               | 10       |
| Velká Británie          | 3        |

| Prodejnost | Počet   |
| ---------- | ------- |
| Celkem     | 900,000 |

## Úryvek textu
Play, come on
Play that song
Play it all night long
Just turn it up and turn me on
Play, come on dj
Play that song
You that it turns me on
Just turn it up and turn me on